# Extinct Instinct
Extinct Instinct è il terzo album del gruppo progressive metal inglese Threshold.

## Tracce
1. Exposed – 6:26
2. Somatography – 6:26
3. Eat The Unicorn – 10:06
4. Forever – 4:36
5. Virtual Isolation – 5:33
6. The Whispering – 7:50
7. Lake Of Despond – 6:22
8. Clear – 3:22
9. Life Flow – 6:00
10. Part Of The Chaos – 8:17
11. Segue – 1:40
12. Mansion (bonus dell'edizione rimasterizzata del 2004) – 3:00
13. Exposed (Radio edit, bonus dell'edizione rimasterizzata del 2004) – 4:37
14. Virtual Isolation (Radio edit, bonus dell'edizione rimasterizzata del 2004) – 4:16

## Formazione
- Damian Wilson - voce
- Karl Groom - chitarra
- Nick Midson - chitarra
- Richard West - tastiere
- Jon Jeary - basso
- Mark Heaney - Batteria